# Thomas Jeier
Thomas Jeier (* 24. April 1947 in Minden) ist ein deutscher Schriftsteller, der vor allem durch Romane, Jugendbücher und Reisereportagen bekannt wurde.

## Leben
Jeier wuchs in Frankfurt am Main auf und später in München,
wo er das Klenze-Gymnasium besuchte, in der gleichen Klasse mit Gerd Rubenbauer. Bereits als Schüler verfasste er Zeitschriftenartikel und Groschenromane. Nach Abschluss seiner Buchhändlerlehre arbeitete er ab 1969 als Redakteur beim Kauka Verlag. Ab 1972 war er freiberuflich als Schriftsteller und auch als Herausgeber in einem Verlag tätig. Eines seiner ersten Werke, Der Große Goldrausch von Alaska, wurde 1974 mit dem renommierten Friedrich-Gerstäcker-Preis ausgezeichnet. 1981 veröffentlichte er sein in München erschienenes Buch Jane Fona – ihre Filme – ihr Leben.
Auf vielen Reisen erwarb er sich ausgezeichnete Kenntnisse über die USA und die dortigen Indianervölker. Ein guter Teil seiner meist historischen Jugendromane spielt auf dem nordamerikanischen Kontinent und befasst sich mit dem Leben der Indianer. Außerdem veröffentlichte er zahlreiche Reisereportagen, oft gemeinsam mit dem Fotografen Christian Heeb. Ab 2002 verfasste er unter dem Pseudonym „Christopher Ross“ Abenteuerromane für Erwachsene, die ebenfalls in Nordamerika spielen. 2004 wurde sein Roman Sie hatten einen Traum für den Deutschen Jugendliteraturpreis nominiert.
Auch in der deutschen Country-Musik-Szene hat sich Jeier einen Namen gemacht. 20 Jahre lang moderierte er im Bayerischen Rundfunk die Radiosendung Country Club. Außerdem schrieb er mehrere Fachbücher über dieses Genre. Er gehört zu den wenigen Deutschen, die über direkte Kontakte zur Nashviller Szene verfügen. Von der amerikanischen CMA, dem wichtigsten Interessenverband der Country-Musik, wurde er für seine Verdienste mit einem International Award ausgezeichnet.
Jeier veröffentlichte insgesamt über 100 Romane und Sachbücher. Seine Werke wurden in mehrere Sprachen übersetzt und mehrfach mit Preisen ausgezeichnet.